# Schienenverkehr in Afghanistan

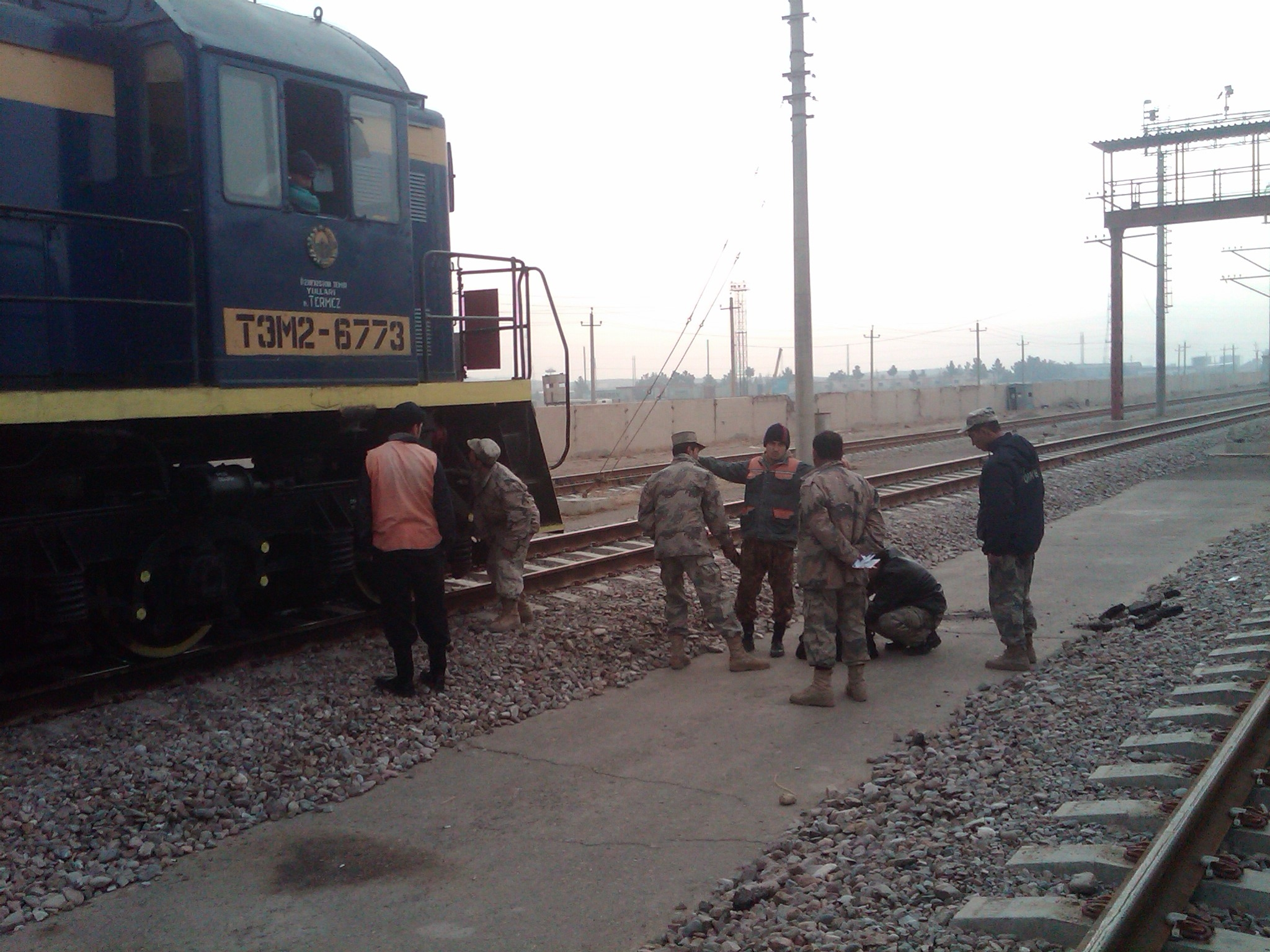
Grenzkontrolle bei der Einfahrt eines Zuges nach Afghanistan

Der Schienenverkehr in Afghanistan besteht derzeit aus vier Eisenbahnstrecken, die ausschließlich im Güterverkehr bedient werden.

## Historische Ansätze

### 19. Jahrhundert
Abdur Rahman Khan (1844–1901), der seit 1880 Emir von Afghanistan war, lehnte Eisenbahnen für sein Land strikt ab. Umzingelt von Russland im Norden und von Großbritannien im Südosten hielt er Eisenbahnen für Einfallsschneisen des Kolonialismus.

### Bahnstrecke Kabul–Darul-Aman
So erhielt Afghanistan erst in den 1920er-Jahren eine erste, acht Kilometer lange Schmalspurstrecke mit einer Spurweite von 762 mm, die Kabul–Darulaman Tramway. Sie wurde im Zuge der Reformen des Königs Amanullah Khan erbaut und führte von der Hauptstadt Kabul zum Darul-Aman-Palast, der als Sitz des Parlamentes vorgesehen war. Nach dem Sturz von König Amanullah Khan 1929 verfiel die Bahnanlage. In der Folgezeit gab es nur einige wenige Feldbahnen für große Bauprojekte in Afghanistan.

### Erste Vollbahnanschlüsse

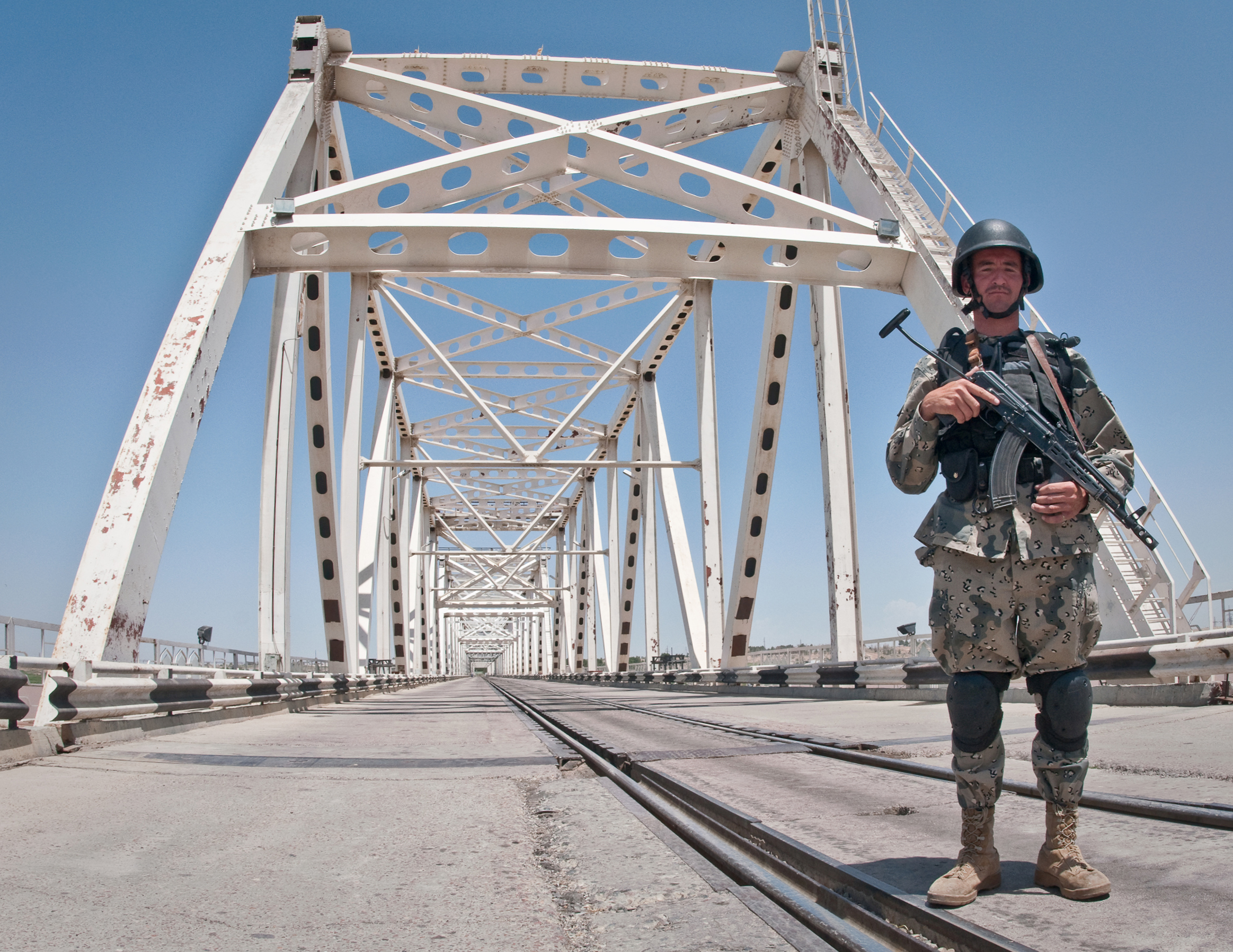
Freundschaftsbrücke an der usbekisch-afghanischen Grenze

Im Zuge des Sowjetisch-Afghanischen Krieges stellte das Fehlen einer Eisenbahnanbindung für die Streitkräfte der Sowjetunion ein erhebliches logistisches Problem dar und bestätigte so die nahezu hundert Jahre zuvor geäußerten Bedenken von Emir Abdur Rahman Khan.
Um dem logistischen Defizit abzuhelfen, wurden seitens der Sowjetunion je eine Strecke von Turkmenistan und Usbekistan in der dort üblichen Breitspur von 1520 mm ein Stück über die afghanische Grenze hinweg geführt. Damit erhielt das Land erste internationale Bahnanschlüsse. Über den militärischen Transportbedarf hinaus versprechen sich die Beteiligten durch den Ausbau dieser Anfänge eine intensivere Verknüpfung zwischen den Wirtschaften der mittelasiatischen Republiken und der Afghanistans.

## Heutige Situation

### Drei Spurweiten
Ein technisches Problem ergibt sich für Afghanistan dadurch, dass es die Schnittstelle für drei unterschiedliche Spurweiten bilden wird. Die im Norden angrenzenden Staaten verwenden die „russische Breitspur“ von 1520 mm, Pakistan hat die „indische Breitspur“ von 1676 mm und die Eisenbahn des Iran baut ihre Strecken in der Normalspur von 1435 mm. Verschiedene Lösungen dazu wurden veröffentlicht.

### Organisation und Betrieb
Eisenbahnen in Afghanistan werden von der 2012 gegründeten staatlichen Afghanistan Railway Authority (ARA) betrieben. Seit 2015 ist Afghanistan Mitglied der Organisation für die Zusammenarbeit der Eisenbahnen (OSShD). In Afghanistan fand auf der Schiene bisher (2024) ausschließlich Güterverkehr statt. Das Transportvolumen betrug im Jahr 1401 des Sonnenkalenders 5,2 Mio. Tonnen, 20 % mehr als im Jahr 1400.
Anfang 2024 gab es umfangreiche Planungen für den Bau von Bahnstrecken. Die ARA gibt an, 5040 km Strecken bauen zu wollen, dass für 2773 km (einschließlich der bereits eröffneten Strecken) Machbarkeitsstudien vorliegen und für weitere 3333 km Machbarkeitsstudien vorbereitet werden. Abgesehen davon, dass sich diese Zahlen schon untereinander widersprechen, sind angesichts der Tatsache, dass in den letzten Jahrzehnten lediglich 227 km in Betrieb gingen, und angesichts der wirtschaftlichen und politischen Lage im Land solche Zahlen unrealistisch.

### Übersicht
Derzeit (2023) bestehen in Afghanistan vier Inselbetriebe, die jeweils Verlängerungen der Netzte angrenzender Staaten nach Afghanistan hinein sind und weiter ausgebaut werden sollen. Sie hatten Anfang 2024 eine Gesamtlänge von 227 km.
- Bahnstrecke Torbat-e Heidarije–Shamtiq (Iran)– Tschahi Sorch–Herat[Anm. 2] (1435 mm)
- Bahnstrecke Mary–Serhetabat (Turkmenistan)–Towraghondi/Torghundi–Herat (1520 mm), in Afghanistan in Betrieb: Grenze–Torghundi
- Bahnstrecke Kerki (Turkmenistan)–Andchoi (1520 mm)
- Bahnstrecke Termiz (Usbekistan)–Masar-e Scharif (1520 mm)

### Nordwest-Netz

#### Bahnstrecke Torbat-e Heidarije–Herat
Im Westen Afghanistans befindet sich eine 225 Kilometer lange, normalspurige Strecke von der iranischen Grenze nach Herat im Bau, die den Anschluss an die Nord-Süd-Bahn der Eisenbahn des Iran herstellt. Die Kosten betragen 230 Millionen US$, wobei der Hauptteil durch den Iran und 62 Millionen US$ durch Afghanistan aufgebracht werden. 2023 war die Strecke von der iranischen Grenze bis kurz hinter Robat Paryan fertiggestellt.

#### Mary (Turkmenistan)–Herat
Die Strecke ist von Mary (Turkmenistan) bis zwei Kilometer über den Grenzübergang nach Towraghondi (Torghundi) in Betrieb. Sie wurde schon Anfang der 1980er-Jahre in russischer Breitspur errichtet. Zwischen Afghanistan und Turkmenistan wurde 2016 ein Staatsvertrag geschlossen, diese Strecke nach Herat zu verlängern. Der Bau der Strecke ist weiterhin vorgesehen.

#### Bahnstrecke Kerki–Andchoi
Die Bahnstrecke Kerki–Andchoi („Lapislazuli-Bahn“) vom turkmenischen Kerki wurde in zwei Abschnitten am 28. November 2016 und nach dem 14. Januar 2021 eröffnet. Zu diesem Zeitpunkt war das abschließende Teilstück in Andchoi noch nicht fertiggestellt. Offizielle Begründung dafür war die COVID-19-Pandemie. Mit den abschließenden Arbeiten wurde dann am 25. Juli 2022 begonnen. Die Machtübernahme der Taliban 2021 hat den Verkehr nicht beeinträchtigt. Er war nicht einen Tag unterbrochen.

### Nordost-Netz
Das Nordost-Netz strahlt von Masar-i-Scharif aus.

#### Bahnstrecke von Usbekistan nach Masar-i-Scharif

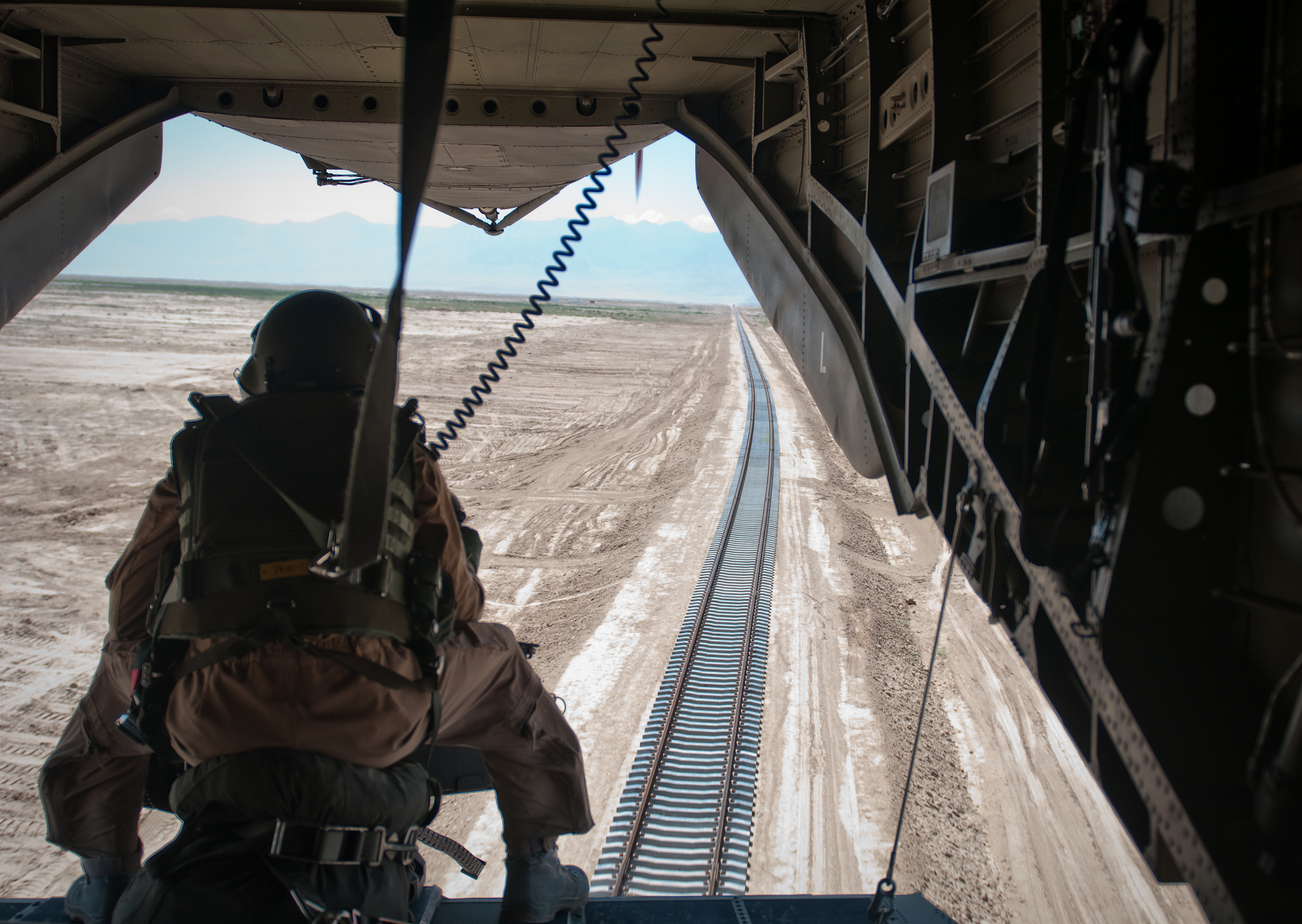
Neubaustrecke zwischen Hairatan und Masar-i-Scharif

Der erste Abschnitt der Strecke nach Masar-e Scharif war eine etwa fünfzehn Kilometer lange Verbindung von Termiz in Usbekistan nach Hairatan in Afghanistan, die während der sowjetischen Invasion zu Anfang der 1980er-Jahre zur Erleichterung des militärischen Nachschubs errichtet wurde. Die Strecke wurde 2009/2010 von der Oʻzbekiston Temir Yoʻllari (OTY), den Usbekischen Eisenbahnen, um 75 km bis zum Flughafen Masar-e Scharif verlängert. Mit der Afghanistan Railway Austority besteht ein Abkommen über den Betrieb der Strecke mit der OTY. Insgesamt besteht dieses Netz in Afghanistan aus der Hauptstrecke und 31,5 km Anschlussgleisen. Unterhalten wird die Strecke von Sogdiana Trans, einer Tochtergesellschaft der Usbekischen Eisenbahn. Seit der Machtübernahme der Taliban 2021 ist der Verkehr unterbrochen, weil die usbekische Regierung eine Flüchtlingswelle fürchtet.
Ende 2011 stellte die Asian Development Bank 300 Millionen US-Dollar für die Verlängerung der Strecke in das 225 Kilometer westlich gelegene Andchoi bereit (Bahnstrecke Masar-i-Scharif–Andchoi). Diese Stadt ist seit Anfang 2021 an das benachbarte Turkmenistan angebunden. Das Projekt wurde bislang nicht umgesetzt.

#### Südöstliche Verlängerung nach Pakistan

##### Erste Planung
Planungen bestanden schon 2009 für die 100 Kilometer lange Bahnstrecke Chaman–Kandahar. Die stellt eine Fortsetzung der pakistanischen Bahnstrecke Quetta–Chaman dar. Die Strecke auf pakistanischer Seite zum Grenzort Chaman sollte ausgebaut werden, der Abschnitt nach Kandahar war als Neubau geplant. Der Abschnitt bis Spin Buldak sollte in der von Pakistan genutzten Breitspur von 1676 mm, in Spin Buldak eine Spurwechselanlage und der Weiterbau nach Kandahar in Normalspur gebaut und später bis Kabul verlängert werden. Aufgrund der Sicherheitslage wurde all das nicht umgesetzt.
2024 verkündete die Afghanistan Railway Authority, dass die Prospektion einer 96 km langen Strecke zwischen Kandahar und dem Grenzort Spin Boldak abgeschlossen sei.

##### Verbindung Pakistan–Iran
Anfang 2022 gab Pakistan bekannt, dass es eine normalspurige Bahnstrecke von Quetta durch Afghanistan nach Taftan an der afghanisch / iranischen Grenze anstrebe.

##### Verbindung Usbekistan–Pakistan
Die drei beteiligten Staaten haben 2021 den Bau einer etwa 660 km langen Bahnstrecke vereinbart, die Usbekistan und Pakistan über Afghanistan verbinden soll. 2022 wurde eine Trasse prospektiert, eine Fertigstellung ist für 2030 angestrebt.

#### Östliche Verlängerung nach Schirchan Bandar und Tadschikistan
Im Mai 2015 wurde mit dem Bau der Bahnstrecke Masar-i-Scharif–Schirchan Bandar in östlicher Richtung von Masar-i-Scharif begonnen. Die Strecke sollte über Cholm und Kundus führen und in Schirchan Bandar an das tadschikische Eisenbahnnetz anschließen. Die beiden Bahnstrecken Masar-i-Scharif–Andchoi und Masar-i-Scharif–Schirchan bilden gemeinsam eine Möglichkeit Verkehr von Turkmenistan unter Umgehung von Usbekistan nach Tadschikistan (und weiter nach China) zu leiten. Zusammen sind sie 640 Kilometer lang und werden von China – und zu einem geringeren Teil von Turkmenistan – finanziert. Geschehen ist aber offensichtlich nichts.
2018 lag die baureife Planung einer grenzüberschreitenden Strecke von Kolchosobod (Tadschikistan), das an das Eisenbahnnetz von Tadschikistan angeschlossen ist, über Pandschi Pojon, den Grenzfluss Pandsch nach Schirchan Bandar vor. Geschehen ist offensichtlich nichts.

## Zukunftsplanungen

### Verbindung der Nordnetze
Die beiden nördlichen afghanischen Netze sollten mit einer 551 Kilometer langen Bahnstrecke Scheberghan–Herat, die in Scheberghan von der Bahnstrecke Masar-i-Scharif–Andchoi abzweigt, verbunden werden. Dazu wurde zwischen Afghanistan, Turkmenistan und Tadschikistan 2013 ein Staatsvertrag abgeschlossen. Geschehen ist offensichtlich nichts. 2023 wurde ein Projekt veröffentlicht Herat mit Bamiyan und der geplanten Strecke von Usbekistan nach Pakistan zu verbinden. Diese „Central Railway“ wird mit einer Länge von 574 km veranschlagt.

### Weitere Vorhaben
Die afghanische Regierung plante die Bahnstrecken zu einer Eisenbahn-Ringstrecke von Herat über Masar-i-Scharif, Kabul, Kandahar und zurück nach Herat zu verbinden. Der Eisenbahnring nähme dann auch die Anschlüsse an die Bahnen der Nachbarländer auf. Das gesamte Streckennetz soll eine Länge von 2.800 Kilometern aufweisen und mehrere Milliarden US$ kosten. Im Rahmen der OSShD wird darüber beraten, wie dieses Ziel zu erreichen ist.